# Monumenta musicae Svecicae
Monumenta musicae Svecicae (Denkmäler der Musik in Schweden) ist eine Schriftenreihe worin ältere schwedische Musik (meist aus der Zeit von 1600 bis 1900) in Form wissenschaftlicher Ausgaben veröffentlicht ist. Sie wird seit 1958 von der Schwedischen Gesellschaft für Musikforschung (Svenska samfundet för musikforskning) veröffentlicht, seit den 1990er Jahren unter dem Protektorat der Königlich Schwedischen Musikakademie (Kungliga musikaliska akademien). Aktuelle Herausgeberin der Reihe ist Margareta Rörby.

## Inhaltsübersicht
- 1. J.H. Roman: Assaggi violino solo (Hrsg. Ingmar Bengtsson, Lars Frydén), 1958. ER 107001
- 2. J.M. Kraus: Sinfonie c-moll (Hrsg. Richard Engländer), 1960. ER 107002
- 3. Anon. Johannespassion (Hrsg. Lennart Reimers), 1962. ER 107005
- 4. J.H. Roman: Sinfonie 1–3 (Hrsg. Ingmar Bengtsson), 1965. ER 107008
- 5. Drei Vokalwerke der schwedischen Grossmachtepoche (G. Düben d.ä., Veni sancte spiritus; O. Rudbeck, Sorg- och klagesång; L. Dijkman, Lamentum; Hrsg. Carl-Allan Moberg, Jan Olof Rudén), 1968. ER 107010
- 6. J. Wikmanson: Stråkkvartetter 1–3 (Hrsg. Bonnie Hammar, Erling Lomnäs), 1970. ER 107013
- 7. Abbé Vogler: Gustav Adolf och Ebba Brahe (Hrsg. Martin Tegen), 1973. ER 107014
- 8. Seventeenth Century Instrumental Dance Music in Uppsala University Library (Hrsg. Jaroslav J.J. Mrácek), 1976. ER 107006
- 9. J.M. Kraus: Sorgemusik över Gustav III (Hrsg. Jan Olof Rudén), 1979. ER 107018
- 10. J. Wikmanson: Stråkkvartett A-dur (Hrsg. Bonnie Hammar), 1981. ER 107019
- 11. A. Söderman: Sånger med piano (Hrsg. Axel Helmer), 1981. ER 107021
- 12. J.G. Naumann: Gustaf Wasa (Hrsg. Anna Johnson, Margareta Rörby, Claude Génetay), 1991. ER 107022
- 13. J.H. Roman: Golovinmusiken (Hrsg. Ingmar Bengtsson, Lars Frydén), 1992. ER 107023
- 14. J.H. Roman: Flöjtkonsert G-dur (Hrsg. Ingmar Bengtsson), 1994. ER 107024
- 15.–17. B. Crusell: Klarinettkonserter Ess-dur, f-moll, B-dur (Hrsg. Fabian Dahlström), 1995. ER 107025–27
- 18. G. Düben d.ä., S. Columbus: Odæ Sveticæ (Hrsg. Jan Olof Rudén), 1998. ER 107028
- 19. E.G. Geijer: Sonater för piano fyra händer (Hrsg. Bertil Wikman), 2000. ER 107029, ISMN M-66153-111-1
- 20. Svenska sånger 1790–1810 (Hrsg. Martin Tegen), 2001. ER 107030, ISMN M-66153-182-1
- 21. A.F. Lindblad: Symfoni D-dur (Hrsg. Owe Ander), 2004. ER 107031, ISMN M-66153-324-5
- 22. J.A. Hägg: Konsertuvertyr c-moll (Hrsg. Finn Rosengren), 2008. ER 107032, ISMN M-66153-503-4